# El alivio de las nubes y más cuentos ticos de ciencia ficción
El alivio de las nubes y más cuentos ticos de ciencia ficción es una antología de cuentos de ciencia ficción escritos por el historiador costarricense Iván Molina Jiménez, continuación de su primer compendio de relatos La miel de los mundos y otros cuentos ticos de ciencia ficción.

## Cuentos
- Verde será el olvido
- Intensidad líquida
- Los monstruos son humanos
- Fuente de consulta
- El alivio de las nubes
- Prometido por la brisa
- Compensación terpétucia
- La invención de Polimeni
- Inmigrante frustrado
- La morsa maromera

- Datos: Q5823803